# 4 Korpus Kawaleryjski
4 Korpus Kawaleryjski Imperium Rosyjskiego (ros. 4-й кавалерийский корпус) – jeden ze związków operacyjno-taktycznych Imperium Rosyjskiego w czasie I wojny światowej. Rozformowany na początku 1918 r. 

## Podporządkowanie
- 4 Armii (od 6 czerwca 1915)
- 8 Armii (12 sierpnia 1915 - 1 kwietnia 1916)
- 8 Armii (1 czerwca - 10 lipca 1916)
- 3 Armii (10 lipca - 1 kwietnia 1917)
- Armii Specjalnej (18 kwietnia  - 16 listopada 1917)

## Dowódcy Korpusu
- gen. lejtnant J. F. von Gillenschmidt (od maja 1915)